# Augustines du Divin Amour
Les Augustines du Divin Amour (latin : Congregatio Sororum Divini Amoris) ou Sœurs du Divin Amour est une congrégation religieuse enseignante de droit pontifical.

## Historique
La congrégation est fondée le 13 septembre 1705 à Montefiascone par le cardinal Marcantonio Barbarigo, évêque de Montefiascone, pour offrir une instruction aux filles ; le même jour, Catherine Comaschi est nommée première supérieure. À la mort du fondateur, elle demande et obtient du Saint-Siège, l'autorisation de transformer la communauté en monastère cloîtré, sous la règle de saint Augustin ; la clôture est solennellement introduite le 31 décembre 1721.
Lors de la conquête napoléonienne de 1810, l'institut est supprimé et les religieuses se dispersent jusqu'en 1816, où elles peuvent regagner leur monastère. Pourtant, l'une d'entre elles, sœur Rosalie, ne retourne pas à Montefiascone mais fonde un monastère à Rome érigé le 8 mars 1828. D'autres monastères du Divin Amour sont fondées à Bracciano (1834), Rieti (1873), Bassano di Sutri (1874) et Nazzano (1876). Au fil du temps, ces monastères abandonnent progressivement la clôture, jusqu'au 17 janvier 1917, où elles décident de devenir une congrégation religieuse de vie apostolique, pour être fidèles aux idéaux du fondateur.
L'institut est agrégé à l'ordre de Saint-Augustin le 7 août 1906 ; il reçoit le décret de louange le 10 avril 1918 du pape Benoît XV et ses constitutions sont approuvées le 2 juillet 1922.

## Activités et diffusion
Les sœurs se consacrent à l'enseignement. 
Elles sont présentes en: 
- Europe : Italie, Grèce.
- Amérique : Pérou.
- Asie : Philippines.

La maison-mère est à Rome.
En 2017, la congrégation comptait 110 sœurs dans 18 maisons.